# Quinto Fabrício
Quinto Fabrício (em latim: Quintus Fabricius) foi um senador romano nomeado cônsul sufecto em 2 a.C. no lugar de Caio Fúfio Gêmino. Acredita-se que Fabrício seja filho ou neto de um Quinto Fabrício que foi tribuno da plebe em 57 a.C..

## História
Um apoiador de longa data do grupo político de Augusto, a lealdade de Fabrício foi recompensada em 2 a.C. durante o escândalo que levou ao banimento de Júlia, a Velha, filha do imperador Augusto, e à execução de vários proeminentes senadores romanos acusados de adultério. Fabrício foi nomeado cônsul sufecto em 1 de dezembro no lugar de Públio Fúfio, que pode também ter sido implicado no escândalo. Se for este o caso, Augusto provavelmente via em Fabrício um político leal para ajudá-lo a superar a crise.
Nada mais se sabe sobre sua carreira, antes ou depois de seu consulado.